# Epiechinus malayicus
Epiechinus malayicus är en skalbaggsart som beskrevs av Heinrich Bickhardt 1918. Epiechinus malayicus ingår i släktet Epiechinus och familjen stumpbaggar. Inga underarter finns listade i Catalogue of Life.